# Philip Witte
Philip Witte (* 29. Juli 1984 in Hamburg) ist ein deutscher Hockeyspieler.
Philip Witte begann beim Großflottbeker THGC mit dem Hockeysport. Seit 2007 spielt der Stürmer beim Uhlenhorster HC, mit dem Witte 2008 die Euro Hockey League gewann.
2005 debütierte Philip Witte in der deutschen Hockeynationalmannschaft. Im gleichen Jahr war er bei der FIH Champions Trophy dabei, wo die deutsche Mannschaft den vierten Platz belegte. 2006 erreichte die deutsche Mannschaft den zweiten Platz bei der Champions Trophy, 2007 gelang in Kuala Lumpur der Gewinn des Turniers. 2008 belegte die Mannschaft hingegen nur den fünften Platz. Dazwischen nahm Witte an der Europameisterschaft 2007 in Manchester teil, wo das Team den vierten Platz belegte. Bei den Olympischen Spielen 2008 gewann Witte mit der deutschen Mannschaft im Finale gegen Spanien mit 1:0 und wurde Olympiasieger.
Philip Witte hat 83 Länderspiele absolviert, davon keines in der Halle.(Stand 21. Juli 2008)
Für seine sportlichen Leistungen verlieh ihm der Bundespräsident das Silberne Lorbeerblatt.